# Lubricogobius ornatus
Lubricogobius ornatus är en fiskart som beskrevs av Fourmanoir, 1966. Lubricogobius ornatus ingår i släktet Lubricogobius och familjen smörbultsfiskar. Inga underarter finns listade i Catalogue of Life.